# Паньковка 2 (платформа)
Панько́вка-2 — остановочный пункт Восточно-Сибирской железной дороги на Транссибирской магистрали в Слюдянском районе Иркутской области.
Относится к Улан-Удэнскому региону Восточно-Сибирской железной дороги.
Находится на 5374 километре Транссиба на территории посёлка Паньковка 2-я.

## Пригородное сообщение по станции
| № поезда | Маршрут движения     | № поезда | Маршрут движения     |
| -------- | -------------------- | -------- | -------------------- |
| 6601     | Выдрино — Слюдянка I | 6602     | Слюдянка I — Выдрино |
| 6605     | Выдрино — Слюдянка I | 6606     | Слюдянка I — Выдрино |